# Lille Vildmose
Lille Vildmose er et naturområde i Aalborg Kommune og Mariagerfjord Kommune i det nordøstlige Himmerland, omkring 28 km sydøst for Aalborg. Den østligste del af mosen går ud til Kattegat ved Øster Hurup Strand.
Lille Vildmose er en del af Natura 2000-området nr. 17 (Lille Vildmose, Tofte Skov og Høstemark Skov) og er både habitatområde og fuglebeskyttelsesområde. Området på ca. 7.800 ha er blandt kandidaterne til at blive nationalpark i Danmark, og blev i 2018 udvalgt til Danmarks Naturkanon. Det er dels i statseje og dels i privateje; størstedelen ejes af Aage V. Jensen Naturfond.
I forbindelse med fredningen, som er en af Danmarks største, er der skabt mulighed for naturgenopretning, stianlæg, fugletårne m.v.
Midt i området ligger Vildmosegaard, der er en lille hovedgård, som blev oprettet i forbindelse med tørlægning af de 4 søer i Lille Vildmose, Møllesø, Birkesø, Toftesø og Lillesø, iværksat 1760 af lensgreve A. G. Moltke. Ved Vildmosegaard findes nu Lille Vildmosecentret med besøgsfaciliteter, Lille Vildmose Naturskole og et vandrerhjem.
Det er det største højmoseareal inden for løvskovsbæltet i Nordeuropa med tørvelag på op til 5 meters tykkelse. Det førte under 2. verdenskrig til en stor produktion af tørv til opvarmning. Produktionen blev senere omstillet til spagnum til gartnerier og haver, en produktion som fortsatte indtil 2008. Til transport af det udvundne tørv findes i mosen Danmarks største net af industribaner med smalspor (700 mm sporvidde).
En genetablering af højmosen forudsætter bl.a., at vegetationen, især træer og buske, holdes nede. Til det formål besluttede Vildtforvaltningsrådet i 2007, at mosen også skal rumme elge. Fem elgkalve blev sat ud i området i sommeren 2016, og i januar 2017 kom yderligere fire kvier og en tyr til.
Lille Vildmose har et rigt dyreliv og er kendt for bestanden af kronhjort samt for at være en blandt kun to ynglepladser for kongeørn i Danmark. Derudover lever der også vildsvin i området.
Lille Vildmose består af følgende områder
- Paraplymosen/Porsemosen: Et temmelig kraftigt afgravet område nordvestligst i Lille Vildmose, der dog centralt rummer Danmarks 4. største højmoseområde. Ringe offentlig adgang.[6]. Omfattet af fredningen men udenfor hegnet.
- Høstermark mose: Et mindre engområde hvor der foregår naturgenopretning. Ingen adgang for offentligheden.
- Portlandmosen: Området vest for Ny Høstermarksvej. Omfattet af fredningen og indenfor hegnet. Er delt i to helt forskellige delområder
  - Vest for gravebane 10/11: Skovbevokset tørvemose, hovedsagelig birk, offentlig adgang i den sydligste del af sti til Kællingebjerg
  - Øst for gravebane 10/11: Danmarks næststørste højemoseområde[7], hvor der er adgang til den centrale del via en plankesti
- Mellemområdet: Området øst for Ny Ny Høstermarksvej. Engområder. En del er indenfor hegnet og omfattet af fredningen, her foregår naturgenopretning. Den østligste del mod Dokkedal, er udenfor hegnet og ikke omfattet af fredningen og dyrkes fortsat. Dette område omfatter også den store nedlagte Møllesø.
- Området mellem Vildmosevej og Tofte Mose: Engområder. Også her en vestlige del indenfor hegnet og omfattet af fredningen og en østlig del der ikke er og som stadig dyrkes. I den vestlige del ligger den genskabte Birkesø, mens Lille Vildmosecenteret ligger i den østlige del.
- Tofte mose: Det største sammenhængende højmoseområde i Danmark. Uden offentlig adgang.

Skovene Høstemark Skov i nord og Tofte Skov i syd er ikke en del af mosen, men er omfattet af fredningen. Begge skove er selvstændigt afhegnede og uden adgang for offentligheden undtagen ved guidede ture, Natura 2000-område nr. 17 Lille Vildmose, Tofte Skov og Høstemark Skov.

## Dannelse
I stenalderen var området dækket af hav. I forbindelse med senere landhævninger afspærrede strandvolde mod øst områdets forbindelse med havet, hvorved der opstod en lavvandet saltholdig lagunesø. Fortsat landhævning bevirkede, at lagunen blev til en egentlig sø, dernæst til en lavmose og endelig til tørt land. I jernalderen blev klimaet mere nedbørsrigt, og de store regnmængder, som faldt i området, kunne ikke slippe væk, hvorfor tørvemos bredte sig. Tørvemos opsuger vand som en svamp. Det vokser opad, men samtidig dør de nederste lag af tørvemosset, og derved dannes metertykke lang af tørv. På et tidspunkt var tørvelaget blevet så tykt, at det ikke længere havde forbindelse med det mineralholdige grundvand, og det bevirker, at al vandtilførsel nu kun kan ske som regnvand eller sne. Da denne nedbør er næringsfattig, forandres plantevæksten, idet tørvemosset vokser mest i de centrale dele og mindre udad til mod randen af området. Derved omdannes mosen til en højmose med form som en lav kuppel. Men i takt med den tiltagende højde bliver det stadig sværere for mossen at opsuge tilstrækkeligt med vand, og derved kan lynghede samt kratbevoksninger af piletræ og birk få fodfæste og brede sig på mosens overflade.
Visse steder, der i stenalderen havde været små øer og holme, har tørvemosset ikke kunnet få fodfæste, og da den omkringliggende mose voksede højere end deres niveau, blev de omdannet til lavvandede søer.

## Fugle
Blandt de fugle, som yngler og/eller opholder sig i området, kan nævnes: rørsanger, sivsanger, grønbenet rørhøne, blishøne, toppet lappedykker, sorthalset lappedykker, lille lappedykker, knopsvane, gråand, krikand, skeand, taffeland, troldand, tårnfalk, vandrikse, dobbeltbekkasin, stor regnspove, tinksmed, rødrygget tornskade.
Området er træklokalitet for gråand, krikand, pibeand, troldand, vintermusvåge, rørhøg, blå kærhøg, tårnfalk, dværgfalk, grågås, sædgås, dobbeltbekkasin, vibe, almindelig hjejle, stor regnspove, brushane og stær.
Lille Vildmose regnes for en lokalitet af international betydning for ynglende hedefugle, en moselokalitet og englokalitet af national betydning samt en træklokalitet for rovfugle af national betydning.